# سام إنديكوت
سام إنديكوت (بالإنجليزية: Sam Endicott)‏ هو مغني أمريكي، ولد في 13 أغسطس 1974.

## وصلات خارجية
- سام إنديكوت على موقع IMDb (الإنجليزية)
- سام إنديكوت على موقع ميوزك برينز (الإنجليزية)
- سام إنديكوت على موقع ديسكوغز (الإنجليزية)
- سام إنديكوت على موقع قاعدة بيانات الفيلم (الإنجليزية)